# كريستيان فيرنانديز سالاس
كريستيان فيرنانديز سالاس (بالإسبانية: Christian Fernández Salas) (مواليد 15 أكتوبر 1985 في سانتاندير - إسبانيا) لاعب كرة قدم إسباني يلعب حاليا لصالح نادي الدرجة الأولى ريسينغ سانتاندر الإسباني منذ 2004 في مركز الظهير الأيسر .

## روابط خارجية
- كريستيان فيرنانديز سالاس على موقع قاعدة بيانات كرة القدم.إي يو (الإنجليزية)
- كريستيان فيرنانديز سالاس على موقع Soccerbase.com (لاعب) (الإنجليزية)
- كريستيان فيرنانديز سالاس على موقع Soccerway.com (الإنجليزية)
- كريستيان فيرنانديز سالاس على موقع AS.com (الإسبانية)